# Observatoire de la décision publique
L’Observatoire de la Décision Publique est un outil d’analyse et d’expérimentation sociétale qui vise à mettre les humains et la nature au cœur des politiques publiques.

## Historique
C'est une association loi de 1901 indépendante et autofinancée. Elle a été créée en 1986 a fonctionné jusqu'en 1992 sur les missions « de mettre au débat les politiques publiques, de les évaluer, de rechercher des solutions pour résoudre des problèmes de société complexes et de favoriser le lien entre la recherche et l’action » puis s'est mise en sommeil,.
Son but a été, en prenant appui sur la double expertise des savoirs et du vécu (mise en lien des acteurs sociaux, des chercheurs et des politiques), la médiation entre les cultures professionnelles et sociales diverses, la collaboration conflictuelle (savoir construire les accords et les désaccords).
L’Observatoire de la Décision Publique agissait afin d'évaluer les politiques publiques, de façon indépendante et concertée, de rechercher collectivement des solutions pour faire face aux problèmes de société complexes et de contribuer à définir les méthodes, les moyens et les indicateurs pour gouverner le développement durable.
Il a en particulier participé à la journée d’étude intitulée Développement durable : Notation, évaluation, performance…Partage d’expérience public/privé organisée le 29 mars 2007 à Lyon, au cours de laquelle il a présenté un rapport démonrant l'incompatibilité entre les approches de la notation extra-financière et l'évaluation des politiques publiques au regard du développement durable. Il a été l'un des partenaires clefs de la Région Rhône-Alpes pour l'élaboration, la mise en débat, la rédaction et la capitalisation des "recommandations" des 5° Assises nationales du développement durable (2009).
Ce laboratoire d'idées au sujet de l'évaluation des politiques publiques, rôle en partie repris par le conseil national de l'évaluation, contribue aux débats nationaux : ex. mise en place d'un groupe de veille autour du Grenelle de l'environnement, participation à la mise en place et à l'animation du Forum pour d'Autres Indicateurs de Richesse (FAIR), mise en place de l'atelier "migrants du climat : un défi pour les villes" dans le cadre du Forum International des droits de l'Homme, nombreuses conférences à travers la France. Il travaille également en recherche- développement pour contribuer à transformer les politiques publiques et les actions de terrain (ex. retour de l'eau, bien commun, dans le service public, coproduction avec les acteurs eux-mêmes d'une méthode et des indicateurs d'évaluation dans le domaine de la protection de l'enfance, etc.)
En 2009 Patrick Viveret est président et Hélène Combe déléguée générale de l’observatoire de la décision publique.

## Publications
- La notation extra financière : une voie pour l’évaluation des politiques publiques au regard du développement durable ?, publié en collaboration avec l’ACUF [3]